# Barwałd Średni
Barwałd Średni (prononciation : [ˈbarvawt ˈɕrɛdɲi]) est une localité polonaise de la gmina de Kalwaria Zebrzydowska, située dans le powiat de Wadowice en voïvodie de Petite-Pologne.